# EN101

## Valença - Mesão Frio

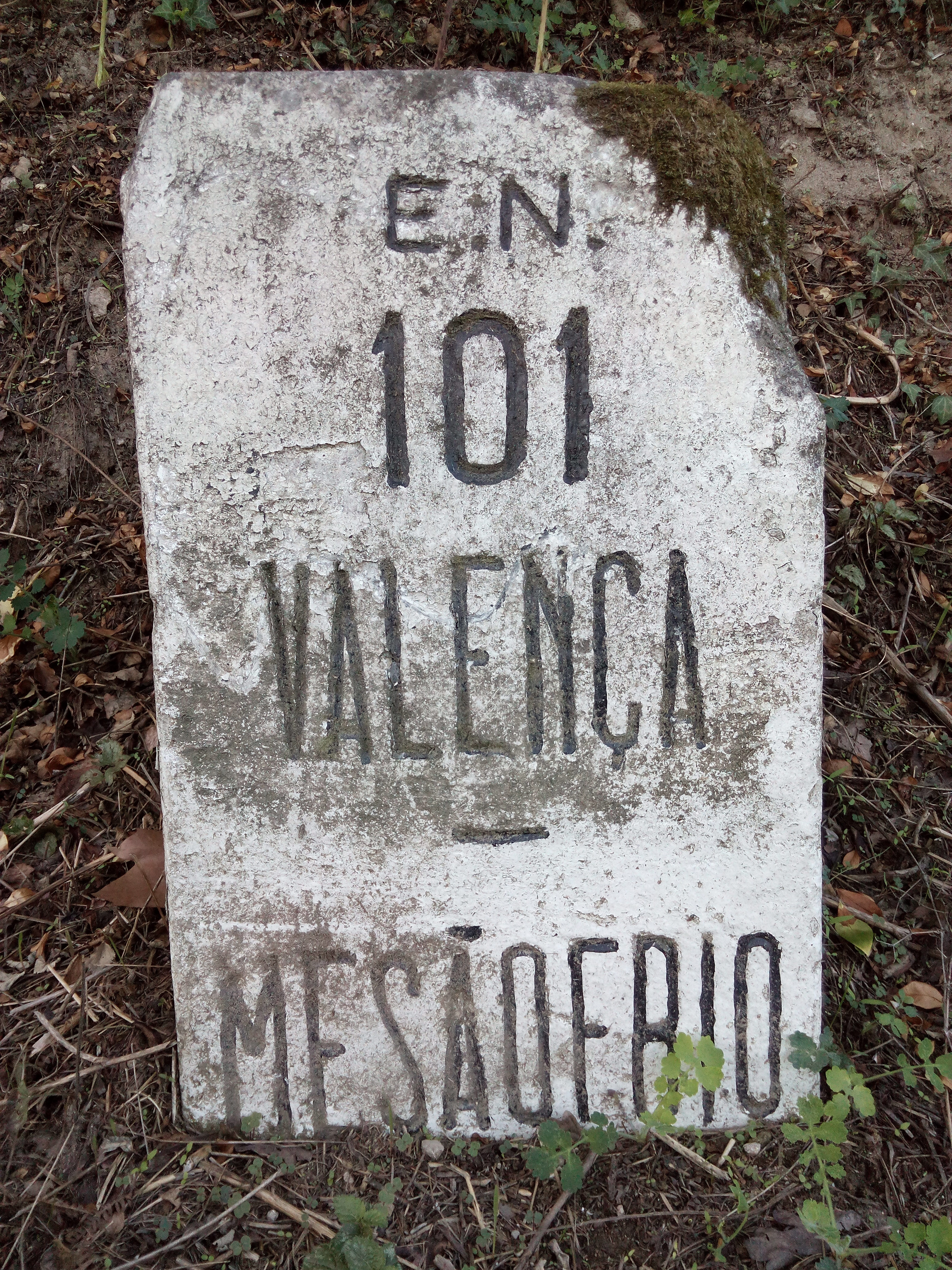

A EN 101 é uma estrada nacional que integra a rede nacional de estradas de Portugal.
A estrada liga Valença a Mesão Frio, passando por Monção, Arcos de Valdevez, Ponte da Barca, Vila Verde, Braga, Guimarães, Felgueiras, Lixa e Amarante.
Esta via era considerada estruturante, pois perfazia uma ligação estratégica transversal a 4 Distritos : Viana do Castelo, Braga, Porto e Vila Real (aqui, apenas na parte final). Também concluía uma ligação importante dos maiores rios Nortenhos: Douro, Tâmega, Ave, Cávado, Lima e Minho.
Apresenta-se descontinuada em diversos troços, sendo alvo de melhoramentos constantes, como por exemplo as diversas variantes. A mais importante, entre Valença e Monção, foi concluída em 1983, com a rectificação de 6 km e a construção de 19 km de nova estrada. Actualmente, esta via rápida tem continuidade com as variantes à EN202 e à EN301, constituindo o principal acesso à fronteira de Melgaço (São Gregório). Outras variantes importantes são as de Arcos de Valdevez e Ponte da Barca, Felgueiras e a Circular Externa de Guimarães. Alguns destes troços foram duplicados para melhorar a circulação. 
É considerada das mais belas Estradas Nacionais de Portugal, apesar do traçado muito curvilíneo.
O troço entre Amarante e Mesão Frio foi proposto para desclassificação, devido à construção do IC26.